# Sveriges Industriförbund

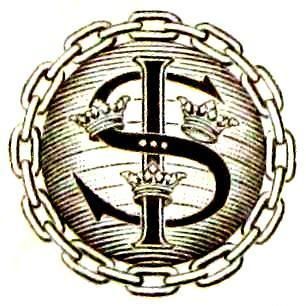
Industriförbundets första logotyp.

Sveriges Industriförbund var en branschorganisation som bildades 1910 och var en sammanslutning av olika branschföreningar inom industrin. Dessa ägnade sig åt frågor rörande exempelvis handel, forskning, utbildning, standardisering, miljö, skatter och statistik, men de var inte förhandlingsparter i anställningsfrågor. Sveriges äldsta industriella branschförening är Jernkontoret, som grundades 1747. Flertalet andra har sitt ursprung efter sekelskiftet 1900. Industriförbundets största medlem var Sveriges Mekanförbund.
Sveriges Industriförbund upplöstes år 2001 och dess verksamhet överfördes tillsammans med Svenska Arbetsgivareföreningen (SAF) till den nybildade organisationen Svenskt Näringsliv.

## Chefer
Sveriges Industriförbund har haft följande chefer (verkställande direktörer):
- 1910–1916: Erland Nordlund
- 1916–1926: Axel Hultkrantz
- 1926–1928: Vilhelm Lundvik
- 1928–1930: Gustaf Settergren t.f.
- 1930–1941: Vilhelm Lundvik
- 1942–1955: Gustaf Settergren
- 1955–1957: Lars-Erik Thunholm
- 1957–1977: Axel Iveroth
- 1977–1989: Lars Nabseth
- 1989–1995:  Magnus Lemmel
- 1995–1996: H.G. Wessberg t.f.
- 19??–2000?: Per Olofsson
- 2001: H.G. Wessberg

## Ordförande
- 1910–1912: Erik Johan Ljungberg
- 1912–1914: Marcus Wallenberg
- 1915–1916: Carl Tranchell
- 1916–1917: Berndt Hay
- 1917–1919: F Gustaf Ekman
- 1919–1921: Axel Vennersten
- 1921–1923: Carl Sahlin
- 1923–1925: Ernst Wehtje
- 1925–1927: Gunnar Dillner
- 1927–1929: Hugo Hammar
- 1929–1931: Sigfrid Edström
- 1931–1933: Oscar Falkman
- 1933–1935: Bertil Almgren
- 1935–1937: Axel Bergengren
- 1937–1939: Wilhelm Ekman
- 1939–1942: Fredrik Göransson
- 1942–1945: Ernst Wehtje j:r
- 1945–1947: Sven Lundberg
- 1947–1949: Nils Danielsen
- 1949–1951: Helge Ericson
- 1951–1954: Carl A Jacobsson
- 1954–1957: Chistian von Sydow
- 1957–1959: Håkan Abenius
- 1959–1962: Bror Lagercrantz
- 1962–1964: Marcus Wallenberg
- 1964–1966: Wilhelm Ekman
- 1966–1969: Sverre R:son Sohlman
- 1969–1971: Ingmar Eidem
- 1971–1973: Erland Waldenström
- 1973–1975: K Arne Wegerfelt
- 1975–1977: Åke Palm
- 1977–1979: Hans Stahle
- 1979–1981: Nils Landqvist
- 1981–1983: Hans Werthén
- 1983–1985: Sven Wallgren
- 1985–1987: Lennart Johansson
- 1987–1989: Peter Wallenberg
- 1989–1991: Karl-Erik Sahlberg
- 1992: Anders Scharp
- ?–1997: Bert-Olof Svanholm
- ?–1998: Bo Berggren
- 1999–1999: Lars Ramqvist
- 1999: Sören Gyll